# Sphaerias blanfordi
Sphaerias blanfordi — вид рукокрилих, родини Криланових, що мешкає в Південній та Південно-Східній Азії.

## Морфологія
Морфометрія. Довжина голови й тіла: 64—80 мм, хвіст відсутній, передпліччя: 50—52 мм.
Опис. Колір тьмяний сірувато-коричневий зверху і блідіший знизу.

## Поширення та екологія
Країни поширення: Бутан, Китай, Індія, М'янма, Непал, Таїланд, В'єтнам. Висотний діапазон поширення від 308 до 2710 м над рівнем моря. Як відомо, живе в бамбукових лісах. Зразки з Таїланду були зібрані в соснових і дубових лісах.